# Горня Глоговниця
46°05′ пн. ш. 16°33′ сх. д. / 46.09° пн. ш. 16.55° сх. д.
Горня Глоговниця (хорв. Gornja Glogovnica) — населений пункт у Хорватії, у Копривницько-Крижевецькій жупанії у складі міста Крижевці.

## Населення
Населення за даними перепису 2011 року становило 115 осіб.
Динаміка чисельності населення поселення: